# Grajewo (gemeente)
De gemeente Grajewo is een landgemeente in het Poolse woiwodschap Podlachië, in powiat Grajewski.
De zetel van de gemeente is in Grajewo.
Op 30 juni 2004 telde de gemeente 6156 inwoners.

## Oppervlakte gegevens
In 2002 bedroeg de totale oppervlakte van gemeente Grajewo 308,13 km², waarvan:
- agrarisch gebied: 62%
- bossen: 30%

De gemeente beslaat 31,86% van de totale oppervlakte van de powiat.

## Demografie
Stand op 30 juni 2004:
| Omschrijving                   | Totaal | Totaal | Vrouwen | Vrouwen | Mannen | Mannen |
| ------------------------------ | ------ | ------ | ------- | ------- | ------ | ------ |
| eenheid                        | aantal | %      | aantal  | %       | aantal | %      |
| inwoners                       | 6156   | 100    | 2990    | 48,6    | 3166   | 51,4   |
| bevolkingsdichtheid (inw./km²) | 20     | 20     | 9,7     | 9,7     | 10,3   | 10,3   |

In 2002 bedroeg het gemiddelde inkomen per inwoner 1358,81 zł.

## Plaatsen
Białaszewo, Białaszewo-Kolonia, Białogrądy, Białogrądy-Kolonia, Boczki-Świdrowo, Brzozowa, Brzozowa Wólka, Chojnówek, Ciemnoszyje, Cyprki, Danówek, Dybła, Elżbiecin, Flesze, Gackie, Godlewo, Grozimy, Kacprowo, Kapice, Kolonie Sojczyn Borowy, Konopki, Konopki-Kolonie, Koszarówka, Koty-Rybno, Kurejewka, Kurejwa, Kurki, Lipińskie, Lipnik, Łamane Grądy, Łękowo, Łojki, Łosewo, Mareckie, Mierucie, Modzele, Okół, Pieniążki, Podlasek, Popowo, Przechody, Ruda, Sienickie, Sikora, Sojczyn Borowy, Sojczyn Grądowy, Sojczynek, Szymany, Szymany-Kolonie, Toczyłowo, Uścianki, Wierzbowo, Wojewodzin, Zaborowo.
Zonder de status sołectwo: Elżbiecin en Podlasek.

## Aangrenzende gemeenten
Goniądz, Prostki, Radziłów, Rajgród, Szczuczyn, Wąsosz